# Juncus clarkei
Juncus clarkei är en tågväxtart som beskrevs av Franz Georg Philipp Buchenau. Juncus clarkei ingår i släktet tåg, och familjen tågväxter. Inga underarter finns listade i Catalogue of Life.